# زلزال مسينا (1908)

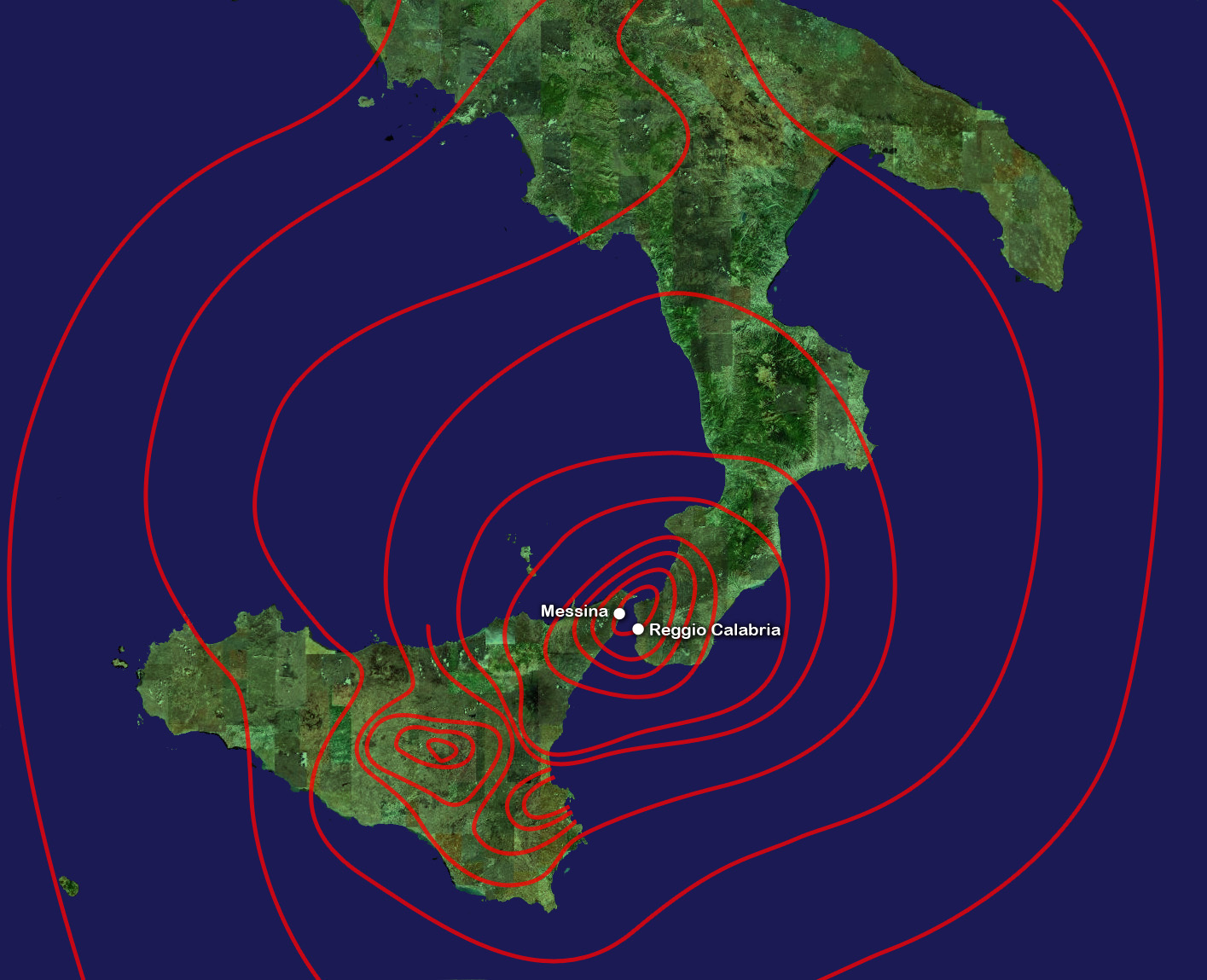
خريطة توضح تأثير الزلزال.

حصد زلزال مسينا المدمر والتسونامي التي تلته أرواح ما يقرب من 100,000-200,000 في 28 ديسمبر 1908 في جزيرة صقلية وكالابريا في جنوب إيطاليا.

## الزلزال
في الساعة 5:21 يوم 28 كانون الأول/ديسمبر عام 1908 ضرب زلزال من درجة ريختر 7.5 مركز مسينا في جزيرة صقلية. وقد حصلت أضرار كبيرة أيضاً في مدينة ريدجو كالاباريا الإيطالية. اهتزت الأرض لما يتراوح من 30 إلى 40، وأصاب الدمار منطقة يَبلغ نصف قطرها 300 كم. وخلال لحظات بعد الزلزال، ضربت تسونامي بارتفاع 13م السواحل المجاورة مسببة خراباً أكبر حتى. تهدّمت 93% من الأبنية في مسينا ومات حوالي 70,000 مواطن. بحث المنقذون في الحطام لأسابيع، وظلت تنتشل عائلات كاملة حية من تحت الأنقاض حتى بعد مضيّ أيام على الزلزال، لكن الآلاف بقوا هناك حتى لقوا مصرعهم. ومن أسباب كل هذا الدمار أن الأبنية في المنطقة لم تكن معدّة لمقاومة الزلازل، حيث كانت تملك أسقفاً ثقيلة وأساسات ضعيفة.

## المسبب
سبب الزلزال تحرك عادي للصفائح التكتونية. فإيطاليا تقع على طول نطاق حدود الصفيحة الأفريقية القارية، وهذه الصفيحة تندفع تحت قارة أوروبا بمعدل 25 ملليمتراً في العام. وهذا يُسبب إزاحة عامودية والتي يُمكنها بدورها أن تسبب زلزالاً. وقد اُقترح حديثاً أن التسونامي المتزامنة مع الحدث لم يُسببها الزلزال، بل أن ما حدث هو انهيار صخور ضخم تحت البحر فجر الموجة.

## معرض صور

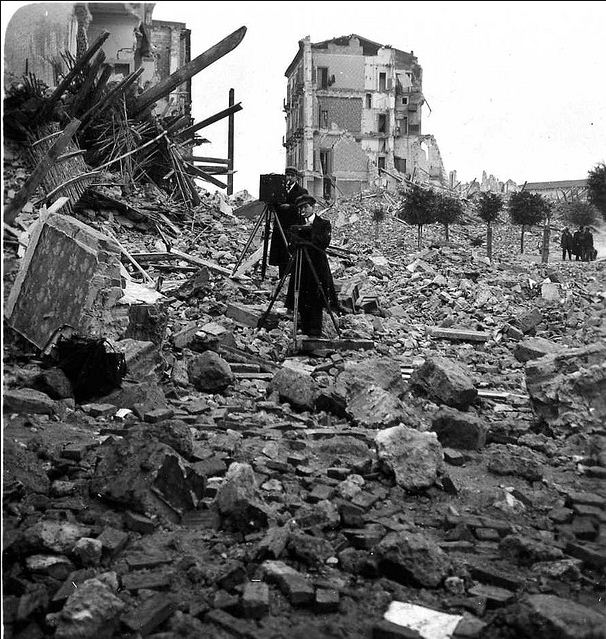
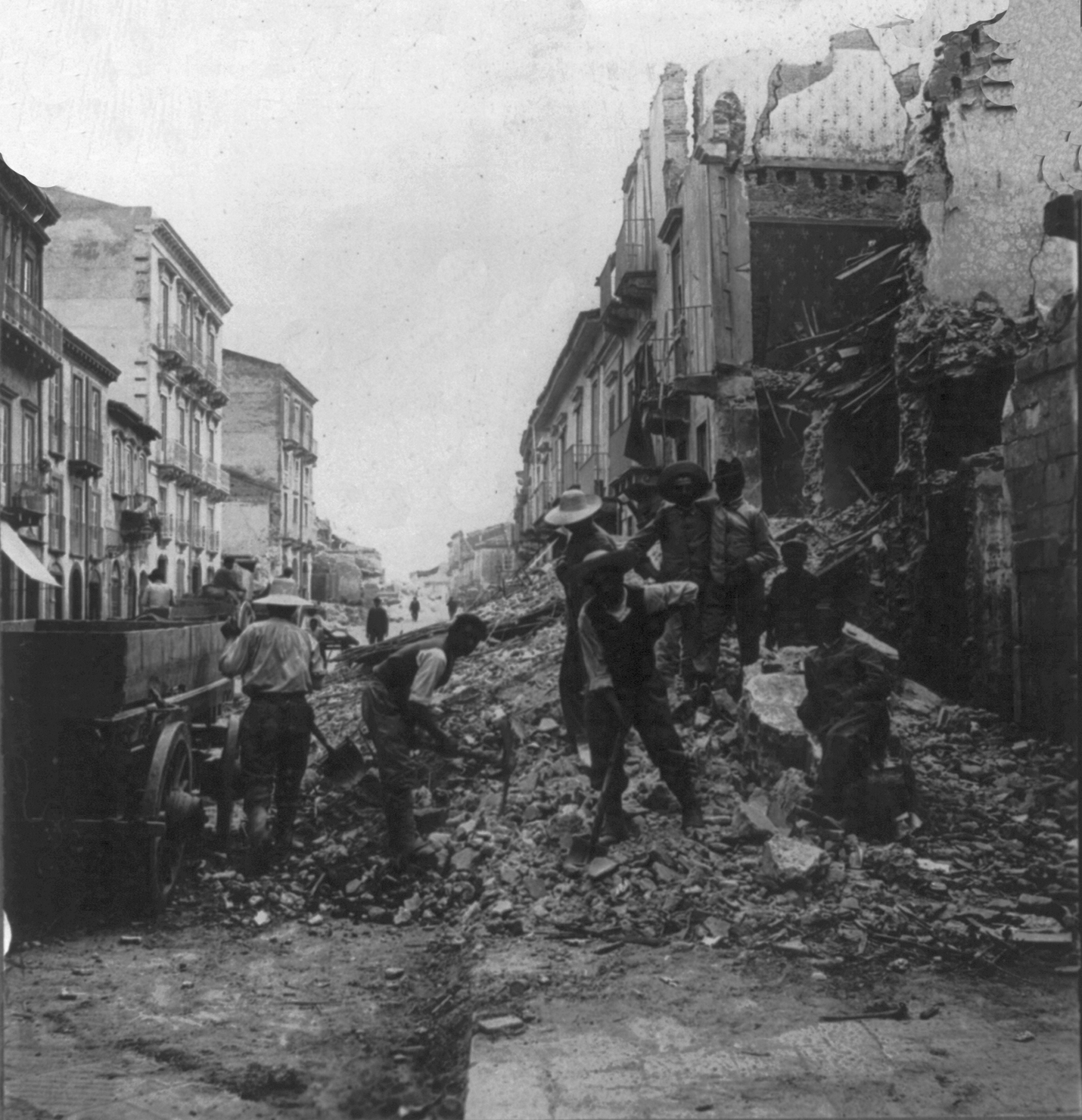
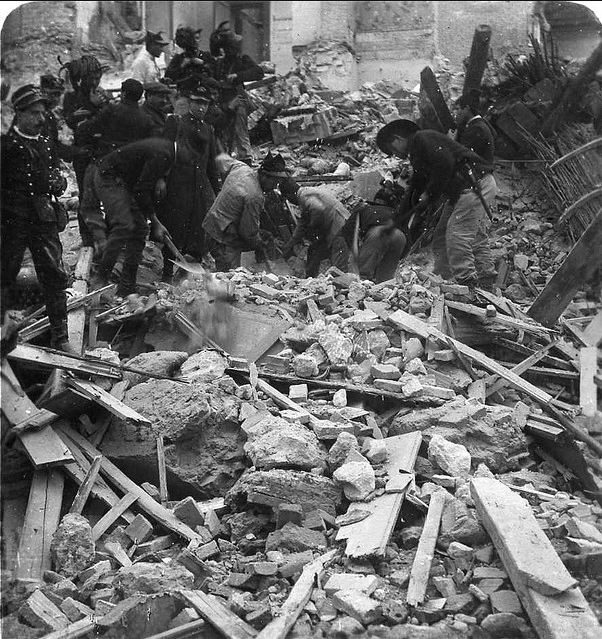
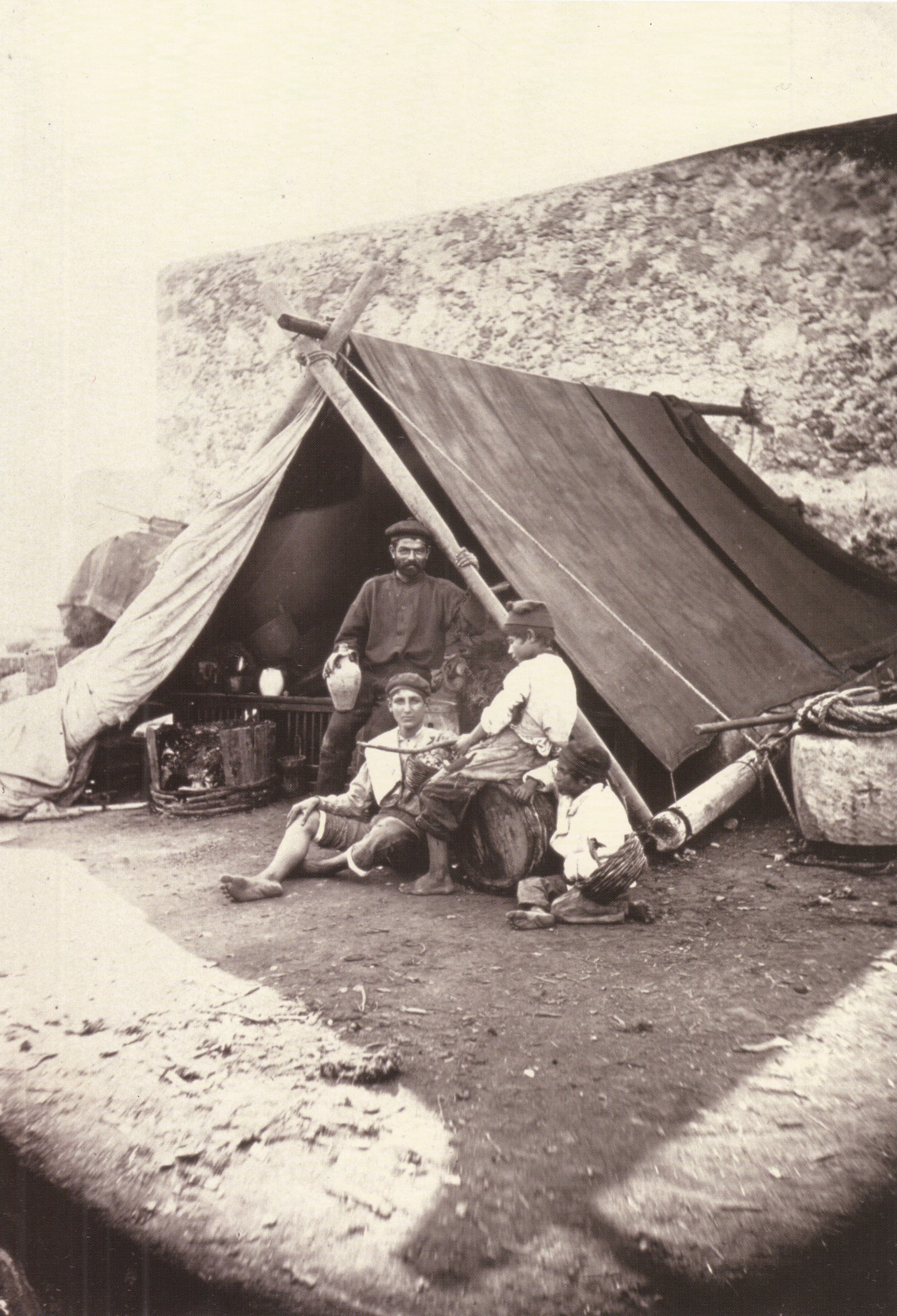
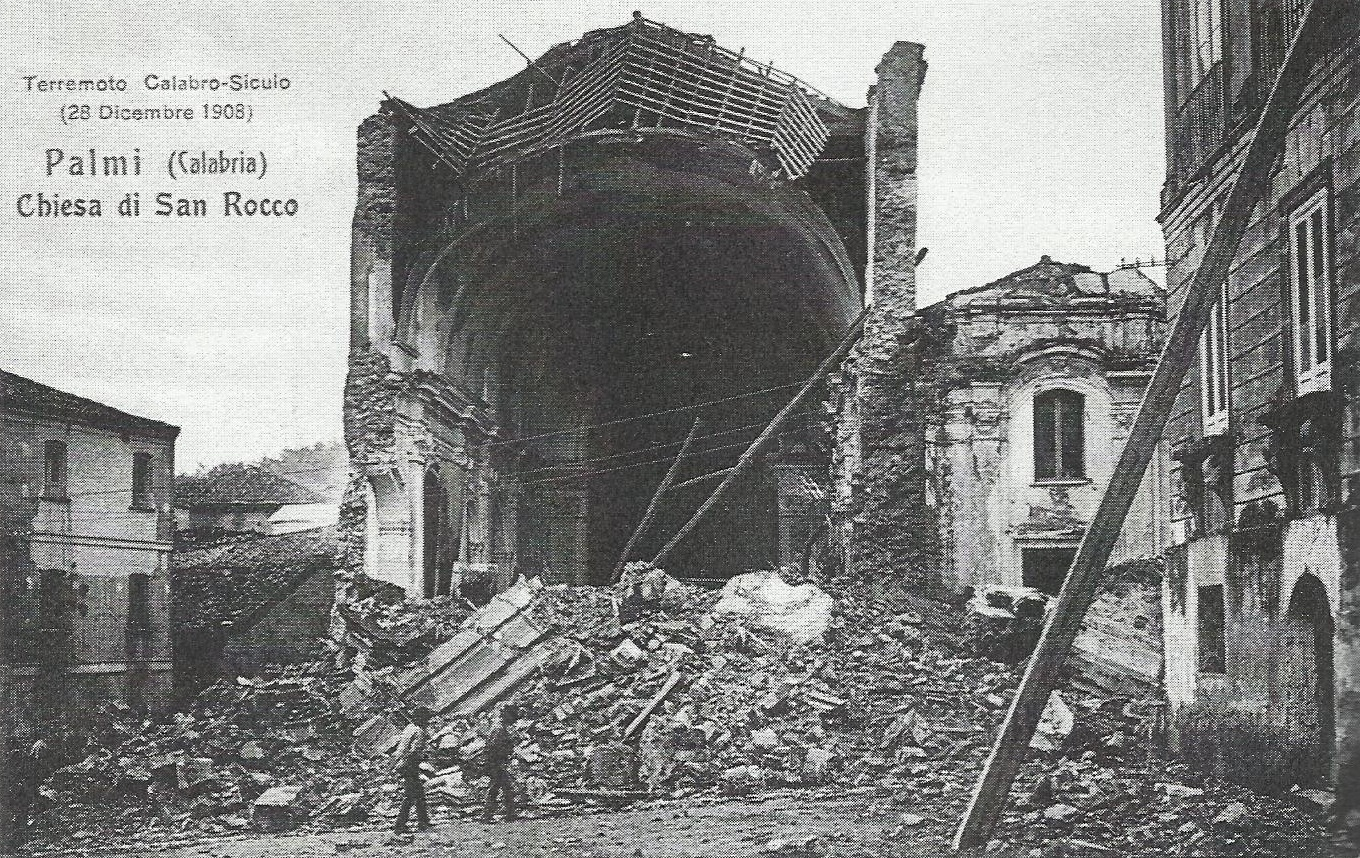